# Джуэтт, Гордон
Гордон Джуэтт (англ. Gordon Jewett; род. 13 января 1978, Торонто) — канадский лыжник, участник Олимпийских игр в Ванкувере. 
В Кубке мира Джуэтт дебютировал в 2001 году, в личных гонках в тридцатку лучших не попадал и очков в зачёт Кубка мира не завоевывал. Лучший результат в личных гонках на этапах Кубка мира 32-е место в гонке на 15 км в 2010 году, а в командных гонках 12-е место в командном спринте в 2003 году. Лучший результат Джуэтта в общем зачёте Североамериканского Кубка, 14-е место в сезоне 2007/08.
На Олимпиаде-2010 в Ванкувере занял 52-е место в гонке на 15 км свободным стилем.
За свою карьеру принимал участие в двух чемпионатах мира, лучший результат - 37-е место в спринте на чемпионате 2005 года.